# Pablo Dorado
Pablo Dorado (ur. 22 czerwca 1908 w Montevideo, zm. 18 listopada 1978 tamże) – urugwajski piłkarz grający na pozycji napastnika. Mistrz świata z roku 1930.
Podczas MŚ 30 zagrał w trzech meczach Urugwaju i strzelił dwie bramki, w tym pierwszą w meczu finałowym (w składzie zastąpił Santosa Urdinarána). Był wówczas piłkarzem Bella Vista. Wkrótce po turnieju odszedł do argentyńskiego River Plate, gdzie grał w latach 1931–1935 (mistrzostwo Argentyny 1932).